# 左內史郡
左內史郡，中国古代的郡。
西汉建元五年（前136年），分内史置左内史。太初元年（前104年）改置左冯翊。建安初年，分左馮翊西部數縣设左內史郡，治高陵，根据地理，領縣可能为高陵（今陕西省高陵县西南）、池陽（今陕西省泾阳县西北）、萬年（今陕西省西安市临潼区）、頻陽（今陕西省富平县东北美原镇旧古城村一带频阳故城遗址）、祋栩（今陕西省铜川市耀州区）、雲陽（今陝西省淳化县西北）6縣。建安十八年（213年）以前省併，左內史郡重入左馮翊。

## 郡守
- 公孙弘（前130年─前126年）
- 李沮（前126年─前122年）
- □敞（前122年─？）
- 兒宽（前113年─前110年）
- 咸宣（前110年─前104年）